# Klimaglarus
Klimaglarus (offiziell Klima Glarus.ch) ist eine politisch tätige Organisation im Kanton Glarus, welche sich für den Klimaschutz einsetzt und insbesondere das Ziel verfolgt, den Kanton Glarus zum ersten klimaneutralen Kanton der Schweiz zu machen. Der Verein hat an der Landsgemeinde überraschende Erfolge erreichen können, so insbesondere eine Verschärfung des Energiegesetzes.

## Geschichte
Im Zuge der Fridays-for-Future-Bewegung wurden im Jahr 2019 auch im Kanton Glarus Demonstrationen zur Unterstützung effektiver Klimaschutzmaßnahmen abgehalten. Nachdem sich das Interesse und die Beteiligung an diesen Demonstrationen stetig vergrößerten, organisierten sich einzelne Teilnehmerinnen und Teilnehmer stärker und führten weitere Aktionen durch. So fand im August 2019 in der Aula der Kantonsschule Glarus eine stark besuchte Veranstaltung mit dem bekannten Klimaforscher und Professor Thomas Stocker und den Kandidaten für die eidgenössischen Wahlen 2019 statt. Nach diesem Erfolg verstärkten sich die Strukturen und im Oktober 2020 wurde Klima Glarus.ch als Verein gegründet.
Der Verein bemüht sich um eine möglichst breite Abstützung. Mehrere Vorstandsmitglieder sind auch politisch aktiv, der Verein bemüht sich jedoch, das ganze politische Spektrum einzubeziehen und für seine Ziele zu sensibilisieren. Damit hat der Verein eine politische Relevanz erreicht, die mit jener der Parteien im Kanton Glarus vergleichbar ist.

## Aktivitäten und Erfolge

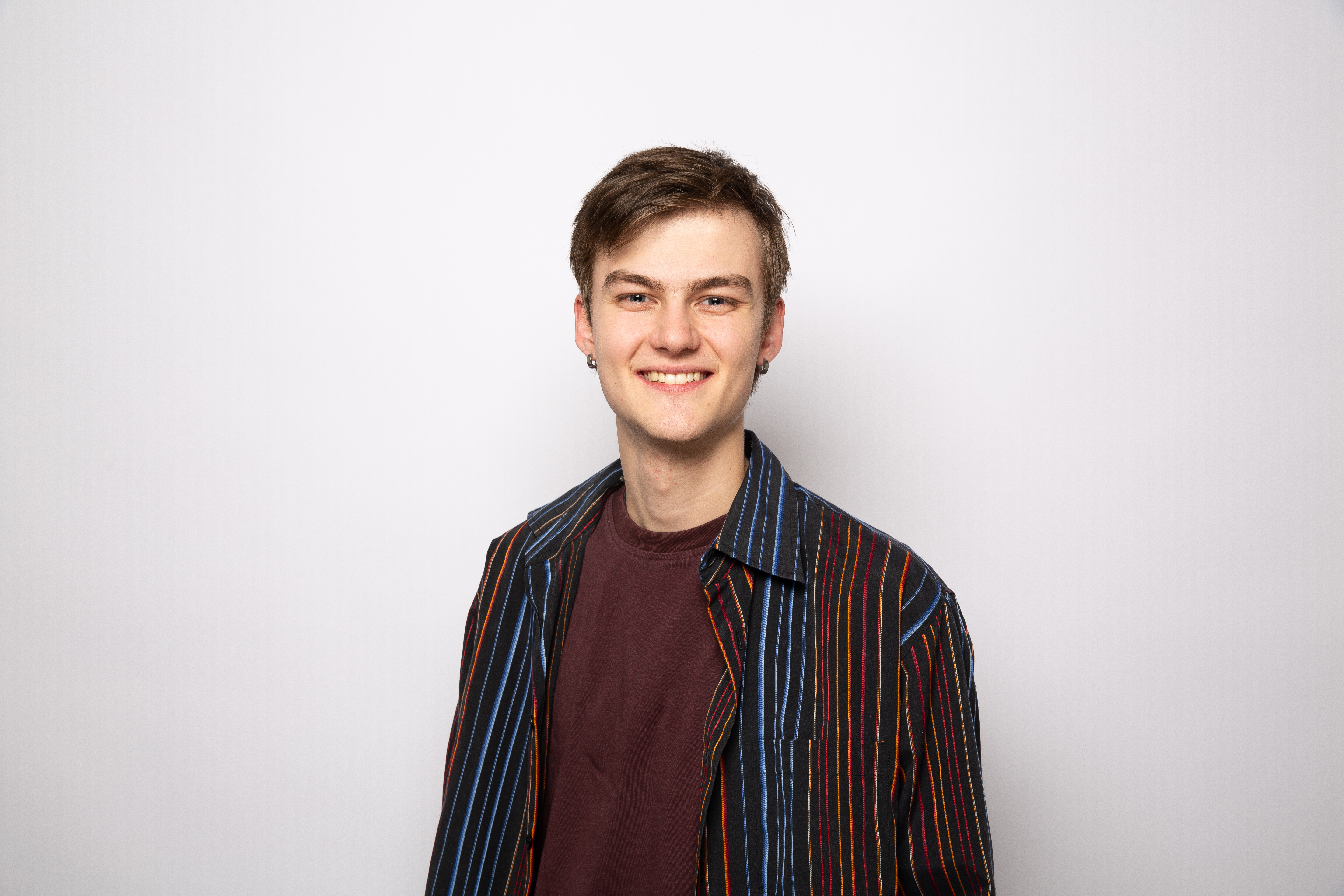
Kai Weibel (2022)

Die Organisation ist politisch aktiv und versucht, insbesondere den Landrat des Kantons Glarus für einen verstärkten Klimaschutz zu motivieren. An der Landsgemeinde 2021 hat sich Kaj Weibel für die Organisation mit einem Abänderungsantrag zum Energiegesetz eingebracht. Er beantragte eine Verschärfung des Energiegesetzes des Kantons Glarus. Das überraschend angenommene Verbot von neuen fossil betriebenen Heizungen wurde schweizweit beachtet. Die schweizerischen Medien beschrieben den Erfolg als «Wunder von Glarus» und ein Signal für die ganze Schweiz. Das Ölheizungsverbot war das erste in der Schweiz und damit das Glarner Energiegesetz das in diesem Moment radikalste der Schweiz. Besonders bemerkenswert ist der Erfolg, da Glarus einer der konservativeren Kantone der Schweiz ist. Ausserdem ist bemerkenswert, dass das Volk auf eigene Initiative ein solches strenges Verbot beschlossen hat, ohne dass die Regierung einen so scharfen Klimaschutz vorgeschlagen hätte. Der Entscheid hatte denn auch eine Ausstrahlung auf die folgende Abstimmung zum Energiegesetz des Kantons Zürich. Durch diesen Erfolg wurde Klimaglarus schweizweit wahrgenommen und als politischer Akteur im Kanton Glarus etabliert. Klimaglarus konnte sich an der Städtetagung des Schweizerischen Städteverbandes und am Spirit of Bern 2022 präsentieren und seine Rezepte für wirksame Klimamassnahmen darlegen. Der Kanton Glarus wird seit dem Erfolg in der Klimapolitik als Vorreiter wahrgenommen; eine Rolle, die er in der Sozialpolitik z. B. mit dem ersten Fabrikgesetz der Schweiz um die Wende vom 19. zum 20. Jahrhundert innehatte.
Weiter setzt der Verein auf Aktionen, politische Instrumente und Veranstaltungen. Er organisiert Schutzwaldaufforstungen und im Herbst 2021 die Ausstellung «Clever» von Biovision über nachhaltigen Konsum. Ende 2022 wurde zudem die Aktion «Solarstrom für alle» lanciert, bei welcher Glarner Haushalten PV-Anlagen angeboten und montiert wurden. Innert kürzester Zeit waren die 150 Anlagen ausverkauft.